# Amt Emster-Havel
Das Amt Emster-Havel war ein 1992 gebildetes Amt in Brandenburg, in dem sieben Gemeinden im damaligen Kreis-Brandenburg-Land (heute Landkreis Potsdam-Mittelmark, Brandenburg) zu einer Verwaltungsgemeinschaft zusammengefasst waren. Amtssitz war die Gemeinde Jeserig. Das Amt Emster-Havel wurde 2003 wieder aufgelöst.

## Geographie
Das Amt Emster-Havel lag im nördlichen Teil des Landkreises Potsdam-Mittelmark. Es grenzte im Norden an die kreisfreie Stadt Brandenburg an der Havel und das Amt Beetzsee, im Osten an die Ämter Groß Kreutz und Lehnin, im Süden an das Amt Lehnin und im Westen ebenfalls an das Amt Lehnin und die kreisfreie Stadt Brandenburg an der Havel. Es hatte eine Größe von 62,6 km² und im Jahr seiner Bildung 5.104 Einwohner. Bis 2002 war die Einwohnerzahl auf 7.017 angewachsen.

## Geschichte
Der Minister des Innern des Landes Brandenburg erteilte der Bildung des Amtes Emster-Havel am 30. Juni 1992 seine Zustimmung. Als Zeitpunkt des Zustandekommens des Amtes wurde der 1. Juli 1992 festgelegt. Das Amt hatte seinen Sitz in der Gemeinde Jeserig und bestand aus sieben Gemeinden im damaligen Kreis Brandenburg:
1. Götz
2. Gollwitz
3. Jeserig
4. Schenkenberg
5. Trechwitz
6. Wust
7. Damsdorf

Am 15. März 2002 genehmigte das Ministerium des Innern des Landes Brandenburg den Zusammenschluss der Gemeinden Emstal, Göhlsdorf, Grebs, Krahne, Lehnin, Michelsdorf, Nahmitz, Netzen, Prützke, Rädel, Reckahn und Rietz (alle Amt Lehnin) und der amtsangehörigen Gemeinde Damsdorf des Amtes Emster-Havel zur neuen Gemeinde Kloster Lehnin mit Wirkung zum 1. April 2002.
Zum 26. Oktober 2003 wurde aus den Gemeinden Bochow, Deetz, Groß Kreutz, Krielow und Schmergow des Amtes Groß Kreutz und den Gemeinden Götz, Jeserig und Schenkenberg des Amtes Emster-Havel die neue Gemeinde Groß Kreutz/Emster gebildet. Die Gemeinde Trechwitz des Amtes Emster-Havel wurde dagegen in die Gemeinde Kloster Lehnin eingegliedert. Das Amt Emster-Havel wie auch das Amt Groß Kreutz wurde zum selben Zeitpunkt aufgelöst, die Gemeinde Groß Kreutz/Emster wurde amtsfrei. Die Gemeinde Groß Kreutz/Emster wurde am 1. Juli 2004 in Groß Kreutz (Havel) umbenannt. Die Gemeinden Jeserig und Schenkenberg erhoben Kommunalverfassungsbeschwerde gegen ihre gesetzliche Eingliederung in die Gemeinde Groß Kreutz (Havel), die teilweise von den Gemeinden zurückgenommen wurden, teils verworfen und im Übrigen zurückgewiesen wurde.
Ebenfalls zum 26. Oktober 2003 wurden die Gemeinden Gollwitz und Wust per Gesetz in die Stadt Brandenburg an der Havel eingegliedert.

## Amtsdirektor
Letzter Amtsdirektor des Amtes Emster-Havel war Wolfgang Kania.

## Belege
1. 1 2  Kommunalverfassungsbeschwerde der Gemeinden Jeserig und Schenkenberg gegen ihre Eingliederung in die Gemeinde Groß Kreutz/Emster
2. ↑  Beitrag zur Statistik Landesbetrieb für Datenverarbeitung und Statistik Historisches Gemeindeverzeichnis des Landes Brandenburg 1875 bis 2005 19.11 Landkreis Potsdam-Mittelmark PDF
3. ↑  Bildung des Amtes Emster-Havel. Bekanntmachung des Ministers des Innern vom 29. Mai 1992. Amtsblatt für Brandenburg - Gemeinsames Ministerialblatt für das Land Brandenburg, 3. Jahrgang, Nummer 52, 24. Juli 1992, S. 950.
4. ↑  Bildung einer neuen amtsfreien Gemeinde Kloster Lehnin. Bekanntmachung des Ministeriums des Innern vom 15. März 2002. Amtsblatt für Brandenburg - Gemeinsames Ministerialblatt für das Land Brandenburg, 13. Jahrgang, 2002, Nummer 13, Potsdam, 27. März 2002, S. 403 PDF
5. ↑  Viertes Gesetz zur landesweiten Gemeindegebietsreform betreffend die Landkreise Havelland, Potsdam-Mittelmark, Teltow-Fläming (4.GemGebRefGBbg)  vom 24. März 2003. Gesetz- und Verordnungsblatt für das Land Brandenburg, I (Gesetze), 2003, Nr. 05, S. 73
6. ↑  Änderung des Namens der Gemeinde Groß Kreutz/Emster. Bekanntmachung des Ministeriums des Innern vom 1. April 2004. Amtsblatt für Brandenburg Gemeinsames Ministerialblatt für das Land Brandenburg, 15. Jahrgang, 2004, Nummer 14, Potsdam, 14. April 2004, S. 191 PDF
7. ↑  Erstes Gesetz zur landesweiten Gemeindegebietsreform betreffend die kreisfreie Stadt Brandenburg an der Havel und die Gemeinden Gollwitz und Wust des Amtes Emster-Havel (1.GemGebRefGBbg) vom 24. März 2003 (GVBl.I/03, Nr. 05, S. 66)
8. ↑  Amt Emster-Havel - alte, nicht mehr gepflegte Website